# UCI Europe Tour de 2019
O UCI Europe Tour 2019 foi a décima quinta edição do calendário ciclístico internacional europeu. Iniciou-se a 31 de janeiro de 2019 em Espanha com o Troféu Porreres-Felanitx-Ses Salines-Campos pertencente à Challenge Ciclista a Mallorca e finalizou a 20 de outubro de 2019 com a Chrono des Nations na França. Em princípio, disputar-se-iam 222 concorrências, outorgando pontos aos primeiros classificados das etapas e à classificação final, ainda que o calendário sofreu modificações ao longo da temporada com a inclusão de novas carreiras ou exclusão de outras.

## Equipas
As equipas que podiam participar nas diferentes carreiras dependiam da categoria das mesmas. A maior nível de uma carreira podiam participar equipas a maior nível. Por exemplo os equipas UCI World Team, só podiam participar das carreiras .HC e .1 e tinham cota limitada de equipas para competir.
| Categoria                      | Categoria                        | Equipas                                                                                            |
| ------------------------------ | -------------------------------- | -------------------------------------------------------------------------------------------------- |
| align=center \|.HC             | 1.hc (Carreira de um dia)        | * ProTeam (max 65%) * Profissionais Continentais * Continentais * Selecções nacionais              |
| align=center \|.HC             | 2.hc (Carreira de vários dias)   | * ProTeam (max 65%) * Profissionais Continentais * Continentais * Selecções nacionais              |
| align=center \|.1              | 1.1 (Carreira de um dia)         | • ProTeam (max 50%) • Profissionais Continentais • Continentais • Selecções nacionais              |
| align=center \|.1              | 2.1 (Carreira de vários dias)    | • ProTeam (max 50%) • Profissionais Continentais • Continentais • Selecções nacionais              |
| align=center \|.2              | 1.2 (Carreira de um dia)         | • Profissionais Continentais • Continentais • Selecções nacionais • Selecções regionais • Amadoras |
| align=center \|.2              | 2.2 (Carreira de vários dias)    | • Profissionais Continentais • Continentais • Selecções nacionais • Selecções regionais • Amadoras |
| align=center \| .Ncup (sub-23) | 1.ncup (Carreira de um dia)      | • Selecções nacionais • Selecções mistas                                                           |
| align=center \| .Ncup (sub-23) | 2.ncup (Carreira de vários dias) | |

## Carreiras
Esta edição constou de 272 carreiras: XXX de máxima categoria (.HC), XXX carreiras de nível (.1), e o resto das carreiras são do último nível de categoria (.2). Ademais também fizeram parte os campeonatos nacionais de estrada e contrarrelógio para elite e sub-23 para a cada país europeu.

## Calendário
As seguintes são as 272 carreiras que compuseram atualmente o calendário UCI Europe Tour.

### Janeiro
| UCI Europe Tour de 2019 - Janeiro |                                             |      |               |                            |
| Data                              | Carreira                                    | Cat. | Ganhador      | Equipa                     |
| --------------------------------- | ------------------------------------------- | ---- | ------------- | -------------------------- |
| 31                                | Troféu Ses Salines-Campos-Porreres-Felanitx | 1.1  | Jesús Herrada | Cofidis, Solutions Crédits |

### Fevereiro
| UCI Europe Tour de 2019 - Fevereiro |                                     |      |                    |                               |
| Data                                | Carreira                            | Cat. | Ganhador           | Equipa                        |
| ----------------------------------- | ----------------------------------- | ---- | ------------------ | ----------------------------- |
| 1                                   | Troféu Andratx-Lloseta              | 1.1  | Emanuel Buchmann   | Bora-Hansgrohe                |
| 2                                   | Troféu Serra de Tramuntana          | 1.1  | Tim Wellens        | Lotto Soudal                  |
| 3                                   | Troféu Palma                        | 1.1  | Marcel Kittel      | Katusha-Alpecin               |
| 3                                   | Grande Prêmio Ciclista a Marsellesa | 1.1  | Anthony Turgis     | Direct Énergie                |
| 6-10                                | Volta à Comunidade Valenciana       | 2.1  | Íon Izagirre       | Astana                        |
| 7-10                                | Estrela de Bessèges                 | 2.1  | Christophe Laporte | Cofidis, Solutions Crédits    |
| 9                                   | Grande Prêmio de Gazipaşa           | 1.2  | Branislau Samoilau | Minsk CC                      |
| 10                                  | Grande Prêmio de Alanya             | 1.2  | Lucas Carstensen   | Bike Aid                      |
| 14-17                               | Tour La Provence                    | 2.1  | Gorka Izagirre     | Astana                        |
| 15-16                               | Volta a Múrcia                      | 2.1  | Luis León Sánchez  | Astana                        |
| 17                                  | Troféu Laigueglia                   | 1.hc | Simone Velasco     | Neri Sottoli-Selle Italia-KTM |
| 17                                  | Clássica de Almeria                 | 1.hc | Pascal Ackermann   | Bora-Hansgrohe                |
| 20-24                               | Volta a Andaluzia                   | 2.hc | Jakob Fuglsang     | Astana                        |
| 20-24                               | Volta ao Algarve                    | 2.hc | Tadej Pogačar      | UAE Emirates                  |
| 21-24                               | Tour de Antalya                     | 2.2  | Szymon Rekita      | Leopard                       |
| 22-24                               | Tour de Haut-Var                    | 2.1  | Thibaut Pinot      | Groupama-FDJ                  |
| 24                                  | Grande Prêmio Izola                 | 1.2  | Marko Kump         | Adria Mobil                   |

### Março
| UCI Europe Tour de 2019 - Março |                                                |      |                                        |                                        |
| Data                            | Carreira                                       | Cat. | Ganhador                               | Equipa                                 |
| ------------------------------- | ---------------------------------------------- | ---- | -------------------------------------- | -------------------------------------- |
| 2                               | Classic Sud Ardèche                            | 1.1  | Lilian Calmejane                       | Direct Énergie                         |
| 3                               | Grande Prêmio Internacional de Rodas           | 1.2  | Dušan Rajović                          | Adria Mobil                            |
| 3                               | Kuurne-Bruxelas-Kuurne                         | 1.hc | Bob Jungels                            | Deceuninck-Quick Step                  |
| 3                               | La Drôme Classic                               | 1.1  | Alexis Vuillermoz                      | AG2R La Mondiale                       |
| 5                               | Le Samyn                                       | 1.1  | Florian Sénéchal                       | Deceuninck-Quick Step                  |
| 6                               | Trofej Umag-Umag Trophy                        | 1.2  | Alois Kaňkovský                        | Elkov-Author                           |
| 8-10                            | Volta a Rodas                                  | 2.2  | Martijn Budding                        | BEAT CC                                |
| 9                               | Grande Prêmio Velo Alanya                      | 1.2  | Nikolai Shumov                         | Minsk CC                               |
| 9                               | Porec Trophy                                   | 1.2  | Fabian Lienhard                        | Selecção da Suíça                      |
| 10                              | Grande Prêmio Indústria e Artigianato-Larciano | 1.hc | Maximilian Schachmann                  | Bora-Hansgrohe                         |
| 10                              | Dorpenomloop Rucphen                           | 1.2  | Anulada pelas condições meteorológicas | Anulada pelas condições meteorológicas |
| 10                              | Grande Prêmio Jean-Pierre Monseré              | 1.1  | Anulada pelas condições meteorológicas | Anulada pelas condições meteorológicas |
| 10                              | Grande Prêmio Justiniano Hotels                | 1.2  | Onur Balkan                            | Salcano Sakarya BB                     |
| 10                              | Grande Prêmio Villa de Lillers                 | 1.2  | Anulada pelas condições meteorológicas | Anulada pelas condições meteorológicas |
| 14-17                           | Istrian Spring Trophy                          | 2.2  | Felix Gall                             | Development Sunweb                     |
| 17                              | La Popolarissima                               | 1.2  | Nicola Venchiarutti                    | Friuli ASD                             |
| 17                              | Clássica da Arrábida                           | 1.2  | Jonathan Lastra                        | Caja Rural-Seguros RGA                 |
| 17                              | Paris-Troyes                                   | 1.2  | Jérémy Cabot                           | SCO Dijon                              |
| 17                              | Tour de Drenthe                                | 1.hc | Pim Ligthart                           | Direct Énergie                         |
| 20                              | Nokere Koerse                                  | 1.hc | Cees Bol                               | Sunweb                                 |
| 20-24                           | Volta ao Alentejo                              | 2.2  | João Rodrigues                         | W52-FC Porto                           |
| 22                              | Youngster Coast Challenge                      | 1.2U | Niklas Märkl                           | Development Sunweb                     |
| 22                              | Bredene Koksijde Classic                       | 1.hc | Pascal Ackermann                       | Bora-Hansgrohe                         |
| 24                              | Grande Prêmio de Denain                        | 1.hc | Mathieu van der Poel                   | Corendon-Circus                        |
| 25-31                           | Volta à Normandia                              | 2.2  | Ole Forfang                            | Joker Fuel of Norway                   |
| 27-31                           | Settimana Coppi e Bartali                      | 2.1  | Lucas Hamilton                         | Mitchelton-Scott                       |
| 30                              | Clássica de Loire-Atlantique                   | 1.1  | Rudy Barbier                           | Israel Cycling Academy                 |
| 31                              | Grande Prêmio Cholet-Pays de Loire             | 1.1  | Marc Sarreau                           | Groupama-FDJ                           |

### Abril
| UCI Europe Tour de 2019 - Abril |                                                                |      |                      |                                  |
| Data                            | Carreira                                                       | Cat. | Ganhador             | Equipa                           |
| ------------------------------- | -------------------------------------------------------------- | ---- | -------------------- | -------------------------------- |
| 3-6                             | Giro de Sicília                                                | 2.1  | Brandon McNulty      | Rally UHC                        |
| 5                               | Route Adélie                                                   | 1.1  | Marc Sarreau         | Groupama-FDJ                     |
| 5-7                             | Triptyque des Monts et Châteaux                                | 2.2  | Mikkel Bjerg         | Hagens Berman Axeon              |
| 6                               | Grande Prêmio Miguel Indurain                                  | 1.1  | Jonathan Hivert      | Direct Énergie                   |
| 6                               | Volta Limburg Classic                                          | 1.1  | Patrick Müller       | Vital Concept-B&B Hotels         |
| 7                               | Troféu Banca Popular de Vicenza                                | 1.2U | Georg Zimmermann     | Tirol KTM                        |
| 7                               | Grande Prêmio Adria Mobil                                      | 1.2  | Marko Kump           | Adria Mobil                      |
| 7                               | La Roue Tourangelle                                            | 1.1  | Lionel Taminiaux     | Wallonie Bruxelles               |
| 9-12                            | Circuito de la Sarthe                                          | 2.1  | Alexis Gougeard      | AG2R La Mondiale                 |
| 10                              | Scheldeprijs                                                   | 1.hc | Fabio Jakobsen       | Deceuninck-Quick Step            |
| 12-14                           | Circuito das Ardenas                                           | 2.2  | Alexander Kamp       | Riwal Readynez                   |
| 12-14                           | Grande Prêmio Internacional de Fronteiras e a Serra da Estrela | 2.1  | Edwin Ávila          | Israel Cycling Academy           |
| 13                              | Troféu Edil C                                                  | 1.2U | Giovanni Aleotti     | Friuli ASD                       |
| 14                              | Klasika Primavera                                              | 1.1  | Carlos Betancur      | Movistar                         |
| 16                              | Paris-Camembert                                                | 1.1  | Benoît Cosnefroy     | AG2R La Mondiale                 |
| 17                              | Flecha Brabanzona                                              | 1.hc | Mathieu van der Poel | Corendon-Circus                  |
| 17-21                           | Tour de Loir-et-Cher                                           | 2.2  | Jan Bárta            | Elkov-Author                     |
| 18-21                           | Belgrado-Bania Luka                                            | 2.1  | Paweł Franczak       | Voster ATS                       |
| 20                              | Tour de Finistère                                              | 1.1  | Julien Simon         | Cofidis, Solutions Crédits       |
| 20                              | Memorial Arno Wallaard                                         | 1.2  | Alex Richardson      | Canyon dhb p/b Bloor Homes       |
| 20                              | Liège-Bastogne-Liège sub-23                                    | 1.2U | Kevin Vermaerke      | Hagens Berman Axeon              |
| 21                              | Troféu Cidade de San Vendemiano                                | 1.2U | Andrea Bagioli       | Colpack                          |
| 22                              | Giro do Belvedere                                              | 1.2U | Samuele Battistella  | Dimension Data for Qhubeka       |
| 22                              | Tro Bro Leon                                                   | 1.1  | Andrea Vendrame      | Androni Giocattoli-Sidermec      |
| 22-26                           | Tour dos Alpes                                                 | 2.hc | Pavel Sivakov        | Sky                              |
| 23                              | Grande Prêmio Palio do Recioto                                 | 1.2U | Matteo Sobrero       | Dimension Data for Qhubeka       |
| 25-27                           | Volta a Castela e Leão                                         | 2.1  | Davide Cimolai       | Israel Cycling Academy           |
| 25-28                           | Tour de Mersin                                                 | 2.2  | Peter Koning         | Bike Aid                         |
| 25-1                            | Tour de Bretanha                                               | 2.2  | Lorrenzo Manzin      | Vital Concept-B&B Hotels         |
| 27-28                           | Tour de Jura                                                   | 2.2  | Kobe Goossens        | Lotto Soudal U23                 |
| 28                              | Giro dos Apeninos                                              | 1.1  | Mattia Cattaneo      | Androni Giocattoli-Sidermec      |
| 28                              | Rutland-Melton International CiCLE Classic                     | 1.2  | Colin Joyce          | Rally UHC                        |
| 28                              | Visegrad 4 Bicycle Race-GP Polski                              | 1.2  | Alois Kaňkovský      | Elkov-Author                     |
| 30-5                            | Carpathian Couriers Race                                       | 2.2U | Marijn van dnk Berg  | Metec-TKH Continental p/b Mantel |

### Maio
| UCI Europe Tour de 2019 - Maio |                                     |      |                      |                             |
| Data                           | Carreira                            | Cat. | Ganhador             | Equipa                      |
| ------------------------------ | ----------------------------------- | ---- | -------------------- | --------------------------- |
| 1                              | Grande Prêmio de Frankfurt sub-23   | 1.2U | Frederik Rodenberg   | ColoQuick                   |
| 1                              | Memóriał Andrzeja Trochanowskiego   | 1.2  | Alois Kaňkovský      | Elkov-Author                |
| 1-5                            | Cinco Anéis de Moscovo              | 2.2  | Yauhen Sobal         | Minsk CC                    |
| 2                              | Memóriał Romana Siemińskiego        | 1.2  | Alois Kaňkovský      | Elkov-Author                |
| 2-5                            | Tour de Mesopotamia                 | 2.2  | Branislau Samoilau   | Minsk CC                    |
| 2-5                            | Tour de Yorkshire                   | 2.hc | Christopher Lawless  | INEOS                       |
| 3-5                            | Volta às Astúrias                   | 2.1  | Richard Carapaz      | Movistar                    |
| 4                              | Tour de Overijssel                  | 1.2  | Nils Eekhoff         | Development Sunweb          |
| 4                              | Himmerland Rundt                    | 1.2  | Niklas Larsen        | ColoQuick                   |
| 5                              | Circuito do Porto-Troféu Arvedi     | 1.2  | Luca Mozzato         | Dimension Data for Qhubeka  |
| 5                              | Skive-Løbet                         | 1.2  | Frederik Rodenberg   | ColoQuick                   |
| 5                              | Entre Brenne e Montmorillonnais     | 1.2  | Alberto Dainese      | SEG Racing Academy          |
| 9-12                           | Rhône-Alpes Isère Tour              | 2.2  | Matthias Krizek      | Felbermayr-Simplon Wels     |
| 10-12                          | Volta à Comunidade de Madri         | 2.1  | Clément Russo        | Arkéa Samsic                |
| 10-12                          | CCC Tour-Grody Piastowskie          | 2.2  | Kamil Małecki        | CCC Development             |
| 11                             | Sundvolden GP                       | 1.2  | Trond Trondsen       | Coop                        |
| 11                             | Tour de Zuidenveld                  | 1.2  | Luuc Bugter          | BEAT CC                     |
| 11                             | Scandinavian Race                   | 1.2  | Rasmus Bøgh Wallin   | Riwal Readynez              |
| 11                             | Visegrad 4 Kerekparverseny          | 1.2  | Paweł Franczak       | Voster ATS                  |
| 11                             | Minsk Cup                           | 1.2  | Yauheni Karaliok     | Selecção da Bielorrússia    |
| 12                             | Grande Prêmio Indústrias do Mármore | 1.2U | Patrick Gamper       | Tirol KTM                   |
| 12                             | Flecha das Ardenas                  | 1.2  | Simon Pellaud        | IAM Excelsior               |
| 12                             | Visegrad 4 Bicycle Race-GP Slovakia | 1.2  | Alois Kaňkovský      | Elkov-Author                |
| 12                             | Ringerike GP                        | 1.2  | Kristoffer Skjerping | Uno-X Norwegian Development |
| 12                             | Grande Prêmio do Somme              | 1.2  | Lorrenzo Manzin      | Vital Concept-B&B Hotels    |
| 12                             | Grande Prêmio de Minsk              | 1.2  | Norman Vahtra        | Tartu                       |
| 14-19                          | Quatro Dias de Dunquerque           | 2.hc | Mike Teunissen       | Jumbo-Visma                 |
| 17-19                          | Volta a Aragão                      | 2.1  | Eduard Prades        | Movistar                    |
| 17-19                          | Tour do Mar Negro                   | 2.2  | Onur Balkan          | Salcano Sakarya BB          |
| 17-19                          | Tour d'Eure-et-Loir                 | 2.2  | Luuc Bugter          | BEAT CC                     |
| 19                             | Grande Prêmio Criquielion           | 1.2  | Arne Marit           | Lotto Soudal U23            |
| 20-24                          | Tour da Albânia                     | 2.2  | Filippo Fiorelli     | Gragnano Sporting Clube     |
| 22-26                          | Bałtyk-Karkonosze Tour              | 2.2  | Kamil Małecki        | CCC Development             |
| 23                             | Chabany Race                        | 1.2  | Andriy Vasylyuk      | Kyiv Capital                |
| 23-25                          | Tour da Estónia                     | 2.1  | Mihkel Räim          | Israel Cycling Academy      |
| 23-26                          | Ronde d'Isard                       | 2.2U | Andrea Bagioli       | Colpack                     |
| 24                             | Horizon Park Race for Peace         | 1.2  | Yauhen Sobal         | Minsk CC                    |
| 24-26                          | Tour de l'Ain                       | 2.1  | Thibaut Pinot        | Groupama-FDJ                |
| 24-26                          | Paris-Arrás Tour                    | 2.2  | Ethan Hayter         | Selecção do Reino Unido     |
| 24-26                          | Hammer Stavanger                    | 2.1  | Jumbo-Visma          | Jumbo-Visma                 |
| 25                             | Horizon Park Race Maidan            | 1.2  | Uladzislai Tsimoshyk | Selecção da Bielorrússia    |
| 26                             | Grande Prêmio Marcel Kint           | 1.1  | Bryan Coquard        | Vital Concept-B&B Hotels    |
| 26                             | Horizon Park Classic                | 1.2  | Andriy Vasylyuk      | Kyiv Capital                |
| 28-2                           | Tour da Noruega                     | 2.hc | Alexander Kristoff   | UAE Emirates                |
| 29-2                           | Flèche du Sud                       | 2.2  | Quinten Hermans      | Telenet Fidea Lions         |
| 30                             | Circuito de Valônia                 | 1.1  | Thomas Boudat        | Total Direct Énergie        |
| 31-2                           | Wyścig Mjr. Hubala-Sante Tour       | 2.1  | Maciej Paterski      | Wibatech Merx               |
| 31-2                           | Tour de Mirabelle                   | 2.2  | Simon Pellaud        | IAM Excelsior               |

### Junho
| UCI Europe Tour de 2019 - Junho |                                             |      |                       |                                     |
| Data                            | Carreira                                    | Cat. | Ganhador              | Equipa                              |
| ------------------------------- | ------------------------------------------- | ---- | --------------------- | ----------------------------------- |
| 1                               | Grande Prêmio de Plumelec-Morbihan          | 1.1  | Benoît Cosnefroy      | AG2R La Mondiale                    |
| 1                               | Tour de Ribas                               | 1.2  | Onur Balkan           | Selecção da Turquia                 |
| 2                               | Odessa Grand Prix                           | 1.2  | Matvey Nikitin        | Vino-Astana Motors                  |
| 2                               | Volta à Colónia                             | 1.1  | Baptiste Planckaert   | Wallonie Bruxelles                  |
| 2                               | Paris-Roubaix sub-23                        | 1.2U | Thomas Pidcock        | Wiggins Le Col                      |
| 2                               | Boucles de l'Aulne                          | 1.1  | Alexis Gougeard       | AG2R La Mondiale                    |
| 2                               | Troféu Alcide Degasperi                     | 1.2  | Benjamin Hill         | Ljubljana Gosto Santic              |
| 5-9                             | Tour de Luxemburgo                          | 2.hc | Jesús Herrada         | Cofidis, Solutions Crédits          |
| 6-9                             | Boucles de la Mayenne                       | 2.1  | Thibault Ferasse      | Natura4Ever-Roubaix Lille Métropole |
| 7-9                             | Tour de Bihor                               | 2.1  | Daniel Muñoz          | Androni Giocattoli-Sidermec         |
| 7-9                             | Hammer Limburgo                             | 2.1  | Deceuninck-Quick Step | Deceuninck-Quick Step               |
| 9                               | Memorial Philippe Van Coningsloo            | 1.2  | Gerben Thijssen       | Lotto Soudal U23                    |
| 9                               | Coppa della Pace                            | 1.2  | Georg Zimmermann      | Tirol KTM                           |
| 9                               | Grande Prêmio de Lugano                     | 1.1  | Diego Ulissi          | UAE Emirates                        |
| 10                              | Tour de Limburgo                            | 1.1  | Eduard-Michael Grosu  | Delko Marseille Provence            |
| 11-16                           | Volta à Hungria                             | 2.1  | Krists Neilands       | Israel Cycling Academy              |
| 11                              | Bursa Orhangazi Race                        | 1.2  | Onur Balkan           | Salcano Sakarya BB                  |
| 12                              | Bursa Eıldırım Bayezıt Race                 | 1.2  | Mustafa Sayar         | Salcano Sakarya BB                  |
| 12-16                           | Volta à Bélgica                             | 2.hc | Remco Evenepoel       | Deceuninck-Quick Step               |
| 13                              | G. P. Kanton Aargau                         | 1.hc | Alexander Kristoff    | UAE Emirates                        |
| 13-16                           | Ronde de l'Oise                             | 2.2  | Anthony Maldonado     | Saint Michel-Auber93                |
| 13-16                           | Oberösterreichrundfahrt                     | 2.2  | Jannik Steimle        | Vorarlberg-Santic                   |
| 13-23                           | Giro Ciclistico d'Itália                    | 2.2U | Andrés Camilo Ardila  | Selecção da Colômbia                |
| 14-16                           | Tour de Malopolska                          | 2.2  | Adam Stachowiak       | Voster ATS                          |
| 16                              | Midden Brabant-Poort Omloop                 | 1.2  | Arvid de Kleijn       | Metec-TKH Continental p/b Mantel    |
| 17                              | Mont Ventoux Dénivelé Challenge             | 1.1  | Jesús Herrada         | Cofidis, Solutions Crédits          |
| 19-23                           | Volta à Eslovénia                           | 2.hc | Diego Ulissi          | UAE Emirates                        |
| 19-23                           | ZLM Tour                                    | 2.1  | Mike Teunissen        | Jumbo-Visma                         |
| 20-23                           | Tour de Saboya                              | 2.2  | Chris Harper          | BridgeLane                          |
| 20-23                           | Route de Occitania                          | 2.1  | Alejandro Valverde    | Movistar                            |
| 21                              | Dwars door het Hageland                     | 1.1  | Kenneth Vanbilsen     | Cofidis, Solutions Crédits          |
| 22                              | Memóriał im. J. Grundmanna i J. Wizowskiego | 1.2  | Sylwester Janiszewski | Voster ATS                          |
| 22                              | Flecha de Heist                             | 1.1  | Álvaro Hodeg          | Deceuninck-Quick Step               |
| 23                              | Korona Kocich Gór                           | 1.2  | Patryk Stosz          | CCC Development                     |
| 23                              | Elfstedenronde                              | 1.1  | Tim Merlier           | Corendon-Circus                     |
| 26                              | Troféu Internacional Jong Maar Moedig       | 1.2  | Julien Van dnk Brande | Tarteletto-Isorex                   |
| 26                              | Ache-Ingooigem                              | 1.1  | Dries De Bondt        | Corendon-Circus                     |

### Julho
| UCI Europe Tour de 2019 - Julho |                                                      |      |                        |                                |
| Data                            | Carreira                                             | Cat. | Ganhador               | Equipa                         |
| ------------------------------- | ---------------------------------------------------- | ---- | ---------------------- | ------------------------------ |
| 2                               | Troféu Cidade de Brescia                             | 1.2  | Daniel Smarzaro        | Geral Store                    |
| 2-6                             | Carreira da Solidariedade e dos Campeões Olímpicos   | 2.2  | Norman Vahtra          | Tartu                          |
| 3-7                             | Tour de Sibiu                                        | 2.1  | Kevin Rivera           | Androni Giocattoli-Sidermec    |
| 6-7                             | In The Steps of Romans                               | 2.2  | Polychrónis Tzortzákis | Selecção da Grécia             |
| 6-12                            | Volta à Áustria                                      | 2.1  | Ben Hermans            | Israel Cycling Academy         |
| 11-14                           | Grande Prêmio Torres Vedras-Troféu Joaquim Agostinho | 2.2  | Henrique Casimiro      | Efapel                         |
| 14                              | Giro do Medeio Brenta                                | 1.2  | Simone Ravanelli       | Biesse Carreira                |
| 16-21                           | Giro do Vale de Aosta                                | 2.2U | Mauri Vansevenant      | EFC-L&R-Vulsteke               |
| 20                              | V4 Special Séries Vasarosnameny-Nyiregyhaza          | 1.2  | Daniel Auer            | Maloja Pushbikers              |
| 21                              | V4 Special Séries Vasarosnameny-Ibrány               | 1.2  | János Pelikán          | Pannon                         |
| 24-27                           | Dookoła Mazowsza                                     | 2.2  | Stanisław Aniołkowski  | CCC Development                |
| 25-28                           | Adriatica Ionica Race                                | 2.1  | Mark Padun             | Bahrain Merida                 |
| 25                              | Grande Prêmio Pino Cerami                            | 1.1  | Bryan Coquard          | Vital Concept-B&B Hotels       |
| 25                              | Clássica de Ordizia                                  | 1.1  | Rafa Valls             | Movistar                       |
| 26                              | Grande Prêmio de Gemenc I                            | 1.2  | Attila Valter          | CCC Development                |
| 26-28                           | Tour de Kosovo                                       | 2.2  | Charálampos Kastrantás | Selecção da Grécia             |
| 27                              | Grande Prêmio de Gemenc II                           | 1.2  | János Pelikán          | Pannon                         |
| 27-31                           | Tour de Valônia                                      | 2.hc | Loïc Vliegen           | Wanty-Gobert                   |
| 28                              | Grande Prêmio da Villa de Pérenchies                 | 1.2  | Jens Reynders          | Wallonie-Bruxelles Development |
| 30-2                            | Volta à Sérvia                                       | 2.2  | Enrico Salvador        | Northwave-Cofiloc              |
| 31                              | Circuito de Getxo                                    | 1.1  | Jon Aberasturi         | Caja Rural-Seguros RGA         |
| 31-4                            | Tour de Alsacia                                      | 2.2  | Thomas Pidcock         | Wiggins Le Col                 |
| 31-11                           | Volta a Portugal                                     | 2.1  | João Rodrigues         | W52-FC Porto                   |

### Agosto
| UCI Europe Tour de 2019 - Agosto |                                         |      |                    |                                  |
| Data                             | Carreira                                | Cat. | Ganhador           | Equipa                           |
| -------------------------------- | --------------------------------------- | ---- | ------------------ | -------------------------------- |
| 2-5                              | Kreiz Breizh Elites                     | 2.2  | Mathijs Paasschens | Wallonie Bruxelles               |
| 3                                | Grande Prêmio de Kalmar                 | 1.2  | Norman Vahtra      | Tartu                            |
| 4                                | Grande Prêmio de Kranj                  | 1.2  | Marko Kump         | Adria Mobil                      |
| 6-10                             | Tour de Szeklerland                     | 2.2  | Jonas Rapp         | Hrinkow Advarics                 |
| 11                               | Antwerpse Havenpijl                     | 1.2  | Tibo Nevens        | Home Solution-Soenens            |
| 11                               | Slag om Norg                            | 1.1  | Coen Vermeltfoort  | Alecto                           |
| 11                               | Grande Prêmio Sportivi di Poggiana      | 1.2U | Fabio Mazzucco     | Sangemini-trevigiani-mg.kvis     |
| 13-17                            | Volta a Burgos                          | 2.hc | Iván Ramiro Sosa   | INEOS                            |
| 15                               | Puchar Ministra Obrony Narodowej        | 1.2  | Norman Vahtra      | Tartu                            |
| 15-18                            | Tour da República Checa                 | 2.1  | Daryl Impey        | Mitchelton-Scott                 |
| 15-18                            | Arctic Race de Noruega                  | 2.hc | Alexey Lutsenko    | Astana                           |
| 16                               | Grande Prêmio Capodarco                 | 1.2U | Filippo Zana       | Sangemini-trevigiani-mg.kvis     |
| 17                               | Memóriał Henryka Łasaka                 | 1.2  | Norman Vahtra      | Tartu                            |
| 18                               | Puchar Uzdrowisk Karpackich             | 1.2  | John Mandrysch     | P&S Metalltechnik                |
| 18                               | Tour de Fyen                            | 1.2  | Rasmus Quaade      | Riwal Readynez                   |
| 18                               | Polynormande                            | 1.1  | Benoît Cosnefroy   | AG2R La Mondiale                 |
| 20                               | Grande Prêmio da Villa de Zottegem      | 1.1  | Piotr Havik        | BEAT CC                          |
| 20                               | Grande Prêmio de Marbriers              | 1.2  | Damien Clayton     | Ribble                           |
| 21                               | Veenendaal Veenendaal Classic           | 1.1  | Zakkari Dempster   | Israel Cycling Academy           |
| 21-24                            | Tour de Limusino                        | 2.1  | Benoît Cosnefroy   | AG2R La Mondiale                 |
| 21-25                            | Volta à Dinamarca                       | 2.hc | Niklas Larsen      | ColoQuick                        |
| 25                               | Schaal Sels                             | 1.1  | Attilio Viviani    | Cofidis, Solutions Crédits       |
| 27-30                            | Tour Poitou-Charentes em Nova Aquitânia | 2.1  | Christophe Laporte | Cofidis, Solutions Crédits       |
| 28                               | Druivenkoers Overijse                   | 1.1  | Arvid de Kleijn    | Metec-TKH Continental p/b Mantel |
| 29-1                             | Volta à Alemanha                        | 2.hc | Jasper Stuyven     | Trek-Segafredo                   |
| 31                               | Omloop Mandel-Leie-Schelde              | 1.1  | Niccolò Bonifazio  | Total Direct Énergie             |

### Setembro
| UCI Europe Tour de 2019 - Setembro |                                           |      |                                 |                                     |
| Data                               | Carreira                                  | Cat. | Ganhador                        | Equipa                              |
| ---------------------------------- | ----------------------------------------- | ---- | ------------------------------- | ----------------------------------- |
| 1                                  | Croácia-Eslovénia                         | 1.2  | Marko Kump                      | Adria Mobil                         |
| 1                                  | Grande Prêmio Jef Scherens                | 1.1  | Niccolò Bonifazio               | Total Direct Énergie                |
| 1                                  | Grande Prêmio da Ville de Nogent-sur-Oise | 1.2  | Emiel Vermeulen                 | Natura4Ever-Roubaix Lille Métropole |
| 4-7                                | Giro do Friuli Venezia Giulia             | 2.2  | Clément Champoussin             | Chambéry CC                         |
| 6                                  | Grande Prêmio Velo Erciyes                | 1.2  | Onur Balkan                     | Salcano Sakarya BB                  |
| 6                                  | Hafjell TT                                | 1.2  | Mikkel Bjerg                    | Hagens Berman Axeon                 |
| 7                                  | Lillehammer GP                            | 1.2  | Niklas Larsen                   | ColoQuick                           |
| 7                                  | Brussels Cycling Classic                  | 1.hc | Caleb Ewan                      | Lotto Soudal                        |
| 7-8                                | Tour de Anatolia Central                  | 2.2  | Ahmet Örken                     | Salcano Sakarya BB                  |
| 7-14                               | Volta à Grã-Bretanha                      | 2.hc | Mathieu van der Poel            | Corendon-Circus                     |
| 8                                  | Grande Prêmio de Fourmies                 | 1.hc | Pascal Ackermann                | Bora-Hansgrohe                      |
| 8                                  | Chrono Champenois                         | 1.2  | Mikkel Bjerg                    | Hagens Berman Axeon                 |
| 8                                  | Gylne Gutuer                              | 1.2  | Kristoffer Skjerping            | Uno-X Norwegian Development         |
| 8                                  | Antwerp Port Epic                         | 1.1  | Aimé De Gendt                   | Wanty-Gobert                        |
| 11-15                              | Tour da Romênia                           | 2.1  | Alex Molenaar                   | Monkey Town-A Block CT              |
| 14                                 | Coppa Agostoni                            | 1.1  | Aleksandr Ryabushenko           | UAE Emirates                        |
| 14                                 | De Kustpijl                               | 1.2  | Bas van der Kooij               | Monkey Town-A Block CT              |
| 15                                 | Raiffeisen G. P.                          | 1.2  | Maciej Paterski                 | Wibatech Merx                       |
| 15                                 | Coppa Bernocchi                           | 1.1  | Phil Bauhaus                    | Bahrain Merida                      |
| 15                                 | Tour de Doubs                             | 1.1  | Stefan Küng                     | Groupama-FDJ                        |
| 15                                 | Dúo Normando                              | 1.1  | Mathias Norsgaard Rasmus Quaade | Riwal Readynez                      |
| 18                                 | Giro de Toscana                           | 1.1  | Giovanni Visconti               | Neri Sottoli-Selle Italia-KTM       |
| 18                                 | Grande Prêmio de Valônia                  | 1.1  | Krists Neilands                 | Israel Cycling Academy              |
| 18-21                              | Tour da Eslováquia                        | 2.1  | Yves Lampaert                   | Deceuninck-Quick Step               |
| 19                                 | Coppa Sabatini                            | 1.1  | Alexey Lutsenko                 | Astana                              |
| 20                                 | Campeonato de Flandres                    | 1.1  | Jannik Steimle                  | Deceuninck-Quick Step               |
| 20                                 | Grande Prêmio Erciyes                     | 1.2  | Nikolai Shumov                  | Minsk CC                            |
| 21                                 | Primus Classic                            | 1.hc | Edward Theuns                   | Trek-Segafredo                      |
| 21                                 | Memorial Marco Pantani                    | 1.1  | Alexey Lutsenko                 | Astana                              |
| 21-22                              | Tour de Kayseri                           | 2.2  | Onur Balkan                     | Salcano Sakarya BB                  |
| 22                                 | Troféu Matteotti                          | 1.1  | Matteo Trentin                  | Selecção da Itália                  |
| 22                                 | Grande Prêmio de Isbergues                | 1.1  | Mads Pedersen                   | Trek-Segafredo                      |
| 22                                 | Gooikse Pijl                              | 1.1  | Pascal Ackermann                | Bora-Hansgrohe                      |
| 24                                 | Ruota d'Oro                               | 1.2U | Nicola Venchiarutti             | Friuli ASD                          |
| 25                                 | Circuito de Houtland                      | 1.1  | Max Walscheid                   | Sunweb                              |
| 27-29                              | Tour de Mevlana                           | 2.2  | Batuhan Özgür                   | Selecção da Turquia                 |
| 29                                 | Paris-Chauny                              | 1.1  | Anthony Turgis                  | Total Direct Énergie                |

### Outubro
| UCI Europe Tour de 2019 - Outubro |                                     |      |                   |                            |
| Data                              | Carreira                            | Cat. | Ganhador          | Equipa                     |
| --------------------------------- | ----------------------------------- | ---- | ----------------- | -------------------------- |
| 1-6                               | CRO Race                            | 2.1  | Adam Yates        | Mitchelton-Scott           |
| 3                                 | Giro de Münsterland                 | 1.hc | Álvaro Hodeg      | Deceuninck-Quick Step      |
| 5                                 | Giro de Emilia                      | 1.hc | Primož Roglič     | Jumbo-Visma                |
| 5                                 | Tour de Eurométropole               | 1.hc | Piet Allegaert    | Sport Vlaanderen-Baloise   |
| 6                                 | Piccolo Giro de Lombardia           | 1.2U | Andrea Bagioli    | Colpack                    |
| 6                                 | Grande Prêmio Bruno Beghelli        | 1.hc | Sonny Colbrelli   | Bahrain Merida             |
| 6                                 | Famenne Ardenne Classic             | 1.1  | Dimitri Claeys    | Cofidis, Solutions Crédits |
| 6                                 | Tour de Vendée                      | 1.1  | Marc Sarreau      | Groupama-FDJ               |
| 8                                 | Três Vales Varesinos                | 1.hc | Primož Roglič     | Jumbo-Visma                |
| 8                                 | Binche-Chimay-Binche                | 1.1  | Tom Van Asbroeck  | Israel Cycling Academy     |
| 9                                 | Milão-Torino                        | 1.hc | Michael Woods     | EF Education First         |
| 10                                | Paris-Bourges                       | 1.1  | Marc Sarreau      | Groupama-FDJ               |
| 10                                | Giro do Piemonte                    | 1.hc | Egan Bernal       | INEOS                      |
| 12                                | Tacx Pro Classic                    | 1.1  | Dylan Groenewegen | Jumbo-Visma                |
| 12                                | Fatih Sultan Mehmet Edirne Race     | 1.2  | Onur Balkan       | Salcano Sakarya BB         |
| 13                                | Fatih Sultan Mehmet Kirklareli Race | 1.2  | Ahmet Örken       | Salcano Sakarya BB         |
| 13                                | Paris-Tours sub-23                  | 1.2U | Alexys Brunel     | Groupama-FDJ Continental   |
| 13                                | Paris-Tours                         | 1.hc | Jelle Wallays     | Lotto Soudal               |
| 13                                | Memorial Rik Van Steenbergen        | 1.1  | Dries De Bondt    | Corendon-Circus            |
| 20                                | Chrono des Nations sub-23           | 1.2U | Jasper De Plus    | Home Solution-Soenens      |
| 20                                | Chrono des Nations                  | 1.1  | Jos van Emden     | Jumbo-Visma                |

## Classificações finais
As classificações finais foram as seguintes:

### Individual
Integraram-na todos os ciclistas do continente que conseguiram pontos podendo pertencer tanto a equipas amadoras como profissionais, inclusive as equipas UCI World Team.
| Posição | Corredor           | Equipa                | Pontos  |
| ------- | ------------------ | --------------------- | ------- |
| 1.º     | Primož Roglič      | Jumbo-Visma           | 4705,28 |
| 2.º     | Julian Alaphilippe | Deceuninck-Quick Step | 3569,95 |
| 3.º     | Jakob Fuglsang     | Astana                | 3472,5  |
| 4.º     | Alejandro Valverde | Movistar              | 3297    |
| 5.º     | Greg Van Avermaet  | CCC                   | 2947,33 |
| 6.º     | Pascal Ackermann   | Bora-Hansgrohe        | 2538    |
| 7.º     | Alexander Kristoff | UAE Emirates          | 2484,5  |
| 8.º     | Elia Viviani       | Deceuninck-Quick Step | 2392,12 |
| 9.º     | Peter Sagan        | Bora-Hansgrohe        | 2232    |
| 10.º    | Bauke Mollema      | Trek-Segafredo        | 2220    |

| Posições 11º ao 20º | Posições 11º ao 20º   | Posições 11º ao 20º | Posições 11º ao 20º |
| ------------------- | --------------------- | ------------------- | ------------------- |
| 11.º                | Mathieu van der Poel  | Corendon-Circus     | 2205                |
| 12.º                | Diego Ulissi          | UAE Emirates        | 2084                |
| 13.º                | Oliver Naesen         | AG2R La Mondiale    | 2072                |
| 14.º                | Tadej Pogačar         | UAE Emirates        | 2065,33             |
| 15.º                | Emanuel Buchmann      | Bora-Hansgrohe      | 2043                |
| 16.º                | Tim Wellens           | Lotto Soudal        | 1936,18             |
| 17.º                | Adam Yates            | Mitchelton-Scott    | 1927,57             |
| 18.º                | Matteo Trentin        | Mitchelton-Scott    | 1920                |
| 19.º                | Maximilian Schachmann | Bora-Hansgrohe      | 1528                |
| 20.º                | Mike Teunissen        | Jumbo-Visma         | 1514,63             |

### Equipas
A partir de 2019 e devido a mudanças regulamentares, só as equipas profissionais do continente, excetuando as de categoria UCI ProTeam, entraram nesta classificação. Se confecionaram com o somatório de pontos que obtinha uma equipa com os 10 corredores que mais pontos tinham obtido, independentemente do continente no que os tinha conseguido.
| Posição | Equipa                     | Pontos  |
| ------- | -------------------------- | ------- |
| 1.º     | Total Direct Énergie       | 5152,67 |
| 2.º     | Wanty-Gobert               | 5086    |
| 3.º     | Corendon-Circus            | 4898    |
| 4.º     | Israel Cycling Academy     | 4849,2  |
| 5.º     | Cofidis, Solutions Crédits | 4644    |

| Posições desde o 6º até 10º | Posições desde o 6º até 10º   | Posições desde o 6º até 10º |
| Posição                     | Equipa                        | Pontos                      |
| --------------------------- | ----------------------------- | --------------------------- |
| 6.º                         | Androni Giocattoli-Sidermec   | 3681                        |
| 7.º                         | Wallonie Bruxelles            | 3065                        |
| 8.º                         | Vital Concept-B&B Hotels      | 2780,34                     |
| 9.º                         | Arkéa Samsic                  | 2769                        |
| 10.º                        | Neri Sottoli-Selle Italia-KTM | 2551                        |

### Países
Se confecionou mediante os pontos dos 8 melhores ciclistas de um país, não só os que conseguiram neste Circuito Continental, senão também os conseguidos em todos os circuitos. E inclusive se um corredor de um país deste circuito, só conseguiu pontos em outro circuito (Ásia, America, Africa, Oceania), seus pontos iam a esta classificação.
| Posição | País          | Pontos   |
| ------- | ------------- | -------- |
| 1.º     | Bélgica       | 13491,09 |
| 2.°     | Itália        | 11747,48 |
| 3.º     | Países Baixos | 11388,14 |
| 4.º     | França        | 10909,95 |
| 5.º     | Espanha       | 10039,62 |

| Posições desde o 6º até 10º | Posições desde o 6º até 10º | Posições desde o 6º até 10º |
| Posição                     | País                        | Pontos                      |
| --------------------------- | --------------------------- | --------------------------- |
| 6.º                         | Eslovênia                   | 9521,4                      |
| 7.º                         | Alemanha                    | 9373,33                     |
| 8.º                         | Dinamarca                   | 8138,19                     |
| 9.º                         | Reino Unido                 | 6158,32                     |
| 10.º                        | Noruega                     | 5827,59                     |

### Países sub-23
| Posição | Corredor  | Equipa  | Pontos |
| ------- | --------- | ------- | ------ |
| 1.º     | Bélgica   | 3590,75 |        |
| 2.º     | Eslovênia | 2364,66 |        |
| 3.º     | Dinamarca | 2042,16 |        |
| 4.º     | Itália    | 1886,2  |        |
| 5.º     | Suíça     | 1784,6  |        |

## Evolução das classificações
| Data            | Classificação individual | Classificação por equipas  | Classificação por países | Classificação por países sub-23 |
| --------------- | ------------------------ | -------------------------- | ------------------------ | ------------------------------- |
| 31 de janeiro   | Alejandro Valverde       | Cofidis, Solutions Crédits | Bélgica                  | Bélgica                         |
| 28 de fevereiro | Alejandro Valverde       | Cofidis, Solutions Crédits | Bélgica                  | Bélgica                         |
| 31 de março     | Julian Alaphilippe       | Wanty-Gobert               | França                   | Bélgica                         |
| 30 de abril     | Julian Alaphilippe       | Cofidis, Solutions Crédits | Bélgica                  | Bélgica                         |
| 31 de maio      | Julian Alaphilippe       | Cofidis, Solutions Crédits | França                   | Bélgica                         |
| 30 de junho     | Julian Alaphilippe       | Cofidis, Solutions Crédits | Bélgica                  | Bélgica                         |
| 31 de julho     | Julian Alaphilippe       | Cofidis, Solutions Crédits | França                   | Bélgica                         |
| 31 de agosto    | Julian Alaphilippe       | Wanty-Gobert               | Bélgica                  | Bélgica                         |
| 30 de setembro  | Primož Roglič            | Total Direct Énergie       | Bélgica                  | Bélgica                         |
| 22 de outubro   | Primož Roglič            | Total Direct Énergie       | Bélgica                  | Bélgica                         |
| Final           | Primož Roglič            | Total Direct Énergie       | Bélgica                  | Bélgica                         |